# Józef Breuer
Józef Breuer, německy Josef Breuer von Bertemilian, též Brayer (10. října 1808 – 8. září 1877 Lvov), byl rakouský podnikatel a politik německé národnosti a židovského původu z Haliče, v 2. polovině 19. století poslanec Říšské rady.

## Biografie
Pocházel ze Saska. Do Lvova se přestěhoval roku 1826 a začal tu podnikat. Založil zde spediční firmu. Působil jako bankéř. od roku 1853 byl prezidentem lvovské obchodní a živnostenské komory. Byl mu udělen Řád železné koruny. Byl židovského původu.
Od roku 1861 zasedal jako poslanec Haličského zemského sněmu. Byl i poslancem Říšské rady (celostátního parlamentu), kam usedl v prvních přímých volbách roku 1873 za kurii obchodních a živnostenských komor v Haliči, obvod Lvov. Slib složil 5. listopadu 1873, rezignace oznámena na schůzi 19. října 1876. V roce 1873 se uvádí jako prezident obchodní komory, bytem Lvov. Zastupoval tzv. Ústavní stranu, která byla liberálně, provídeňsky a centralisticky orientována. V jejím rámci představoval roku 1873 staroněmecké křídlo.
Zemřel v září 1877.